# 韦东
韦东（1941年1月6日-），中华人民共和国政治人物、外交官。
1984年，接替秦加林，担任中华人民共和国驻摩洛哥大使。1987年，接替杨桂荣，担任中华人民共和国驻马达加斯加大使。1994年，接替武韬，担任中华人民共和国驻葡萄牙大使。1998年，由王其良接任。

## 荣誉

### 外国勋章奖章
- 功绩大十字勋章（葡萄牙，1998年7月28日公布[4]）